# Teoria ekonomiczna w prawie karnym
Teoria ekonomiczna w prawie karnym – najmłodszy nurt w prawie karnym; polega na stosowaniu teorii ekonomicznych w procesie badania zjawisk z zakresu prawa karnego i poszukiwanie zastosowania instrumentarium ekonomicznego dla rozwiązywania problemów penalnych.

## Geneza teorii ekonomicznej w prawie karnym
W 1968 roku ukazał się artykuł pt. Crime and Punishment: an economic approach autorstwa Gary’ego S. Beckera, który uznawany jest powszechnie za pierwowzór tzw. ekonomicznej teorii karnej, a data 1968 za jej początek. Teoria ta wpisuje się w nurt ekonomicznego podejścia do prawa. Proponuje odrzucenie, jako niepotrzebnego balastu, dogmatyki prawa karnego i jego klasycznych zasad, na rzecz ekonomicznej analizy efektywności wymiaru sprawiedliwości karnej – swoistego bilansu zysków i strat obliczanych w odniesieniu do zjawiska przestępczości. Według G. Beckera jednostka dopuści się przestępstwa, gdy oczekiwana przez nią użyteczność z popełnienia przestępstwa jest większa od użyteczności, jaką mogłaby osiągnąć, gdyby czas przeznaczony na popełnienie przestępstwa poświęciła na inne rodzaje aktywności. Decyzja o popełnieniu przestępstwa jest decyzją podejmowaną w warunkach ryzyka. Nie wszyscy sprawcy zostaną schwytani i osądzeni. W przypadku schwytania i osądzenia ta jednostka zapłaci karę za popełnienie przestępstwa. W przypadku, gdy sprawca nie zostanie ujęty i osądzony, za popełnienie przestępstwa nie zapłaci nic. Becker zwraca uwagę, że wzrost prawdopodobieństwa schwytania i osądzenia potencjalnego sprawcy (podobnie jak i wzrost surowości kary za popełnienie przestępstwa) przyczyni się do spadku oczekiwanej użyteczności z działań nielegalnych i tym samym powinien doprowadzić do spadku liczby popełnianych przestępstw.

## Istota teorii ekonomicznej w prawie karnym
Zasadniczym celem badania prawa karnego przy zastosowaniu metody ekonomicznej analizy prawa, jest osiągnięcie efektywnej polityki karnej, poprzez optymalne połączenie prewencji przeciwprzestępczej z wykrywaniem oraz karaniem sprawców przestępstw, celem uzyskania tolerowanego poziomu przestępczości. Mówiąc o „tolerowanym” poziomie przestępczości, należy mieć na uwadze wskaźnik przestępczości, który byłby akceptowany zarówno przez ustawodawcę, jak również, co do zasady, przez społeczeństwo. Trzeba bowiem zauważyć, że całkowita eliminacja zachowań przestępczych jest niemożliwą do osiągnięcia utopią, a co więcej, nie będą utożsamiane z racjonalną polityką karną zbyt wysokie koszty redukcji przestępczości. Koniecznym jest zatem poczynienie uwagi, że pewien stopień przestępczości, z założenia jest akceptowany.

## Racjonalny wybór
W ramach ekonomicznej analizy prawa stosuje się ekonomiczny model ludzkich zachowań, zgodnie z którym każdy człowiek dokonując racjonalnych wyborów, optymalizuje swoje zachowanie tak, aby maksymalizować osiągane zyski. W efekcie jeżeli koszty popełnienia przestępstwa wydają się być mniejsze niż zyski możliwe do osiągnięcia na skutek jego popełnienia, to człowiek decyduje się na to, aby przestępstwo popełnić. Należy przy tym zauważyć, że to co racjonalne dla jednego człowieka, dla drugiego może być całkowicie nieracjonalne, ponieważ każda osoba realizuje swoje własne preferencje. Każda osoba ma indywidualne zdolności rozumowania, indywidualny poziom informacji, indywidualny zasób wiedzy oraz indywidualny stosunek do ryzyka, przestępstw i przyszłości. Biorąc również pod uwagę inne czynniki nieekonomiczne jak: uczciwość, poczucie sprawiedliwości czy sumienie, które niewątpliwie również wpływają na racjonalne decyzje podejmowane przez człowieka, należy stwierdzić, iż model ekonomiczny w znacznym stopniu upraszcza rzeczywistość. Niemniej jednak z całą pewnością czynniki ekonomiczne związane z ubóstwem i bezrobociem będą odgrywały większą rolę w dokonywaniu racjonalnego wyboru przez daną osobę. Najogólniej rzecz ujmując każdy człowiek mając na względzie swoje szczęście stara się postępować racjonalne, w taki sposób aby to szczęście osiągnąć. Działania, które podejmuje w tym celu, postrzegane są w jego subiektywnym odczuciu jako racjonalne, jakkolwiek niekoniecznie obiektywna ocena tych działań może wskazywać na to, że posiadają one walor racjonalności.

## Koszty przestępczości
Na koszty przestępczości składają się zarówno koszty pieniężne, jak i koszty niepieniężne. Koszty przestępczości można podzielić na różne kategorie. W kompleksowym ujęciu, zgodnie z kryterium temporalnym, możemy wyróżnić:
- koszty w przewidywaniu przestępstwa;
- koszty będące konsekwencją przestępstwa;
- koszty reakcji na przestępstwo[8].

W ujęciu bardziej szczegółowym możemy wyróżnić:
1. koszty wiktymizacji (np. koszty zniszczonego mienia, ból, cierpienie i obniżona jakość życia na skutek wiktymizacji);
2. koszty zabezpieczeń indywidualnych (zamki, alarmy itp.);
3. koszty zachowań ostrożnościowych;
4. koszty systemu wymiaru sprawiedliwości;
5. koszty publicznych programów prewencyjnych;
6. trwałe efekty wywierane na jednostki (np. trwający kilka lat strach przed przestępczością);
7. trwały wpływ wywierany na lokalną społeczność (np. zmniejszenie liczby podatników na danym terenie);
8. koszty związane z nadmiernym odstraszaniem (np. koszty społecznie użytecznych działań zaniechanych przez ludzi z obawy o oskarżenie o działalność przestępczą);
9. koszty służące zapewnieniu sprawiedliwości (np. koszty wieloinstancyjnego postępowania karnego, obrońców z urzędu itp.);
10. koszty ponoszone przez skazanych, jak również jego rodzinę[9].

Z punktu widzenia szacowania kosztów nie wystarcza proste zsumowanie wszystkich kosztów przestępstwa. Niezwykle ważne jest uchwycenie istniejących współzależności pomiędzy elementami składowymi całkowitego kosztu i empiryczne wskazanie, na ile powiązania te są istotne i jaki mają wpływ na wskaźniki przestępczości. Określenie rzeczywistych kosztów przestępczości stanowi zatem nie lada wyzwanie. Jakkolwiek prowadzenie optymalnej polityki karnej pociąga za sobą konieczność weryfikowania skuteczności stosowanych środków. Bez wątpienia pomiar skutków przestępczości może być w tym zakresie źródłem cennych informacji.